# 원산대반점
위안산 그랜드 호텔(중국어 정체자: 圓山大飯店, 병음: Yuánshān Dà Fàndiàn, 한자음: 원산 대반점, 영어: Yuanshan Great Hotel)은 중화민국 타이베이 검담산 위에 있는 중국식 호텔이다. 이곳은 본래 대만일치시기에 일본 제국에서 세운 타이완 신궁이 있던 곳이었으나, 1952년 장제스 총통 부인인 쑹메이링 여사의 제안으로 호텔인 대만 대반점으로 재조성되었다.

## 역사
- 1952년 대만대반점이란 이름으로 설립.
- 1995년 화재가 발생.
- 1998년 영업 재개.

## 특징
호텔에서 타이베이 101 빌딩에서 2008년까지 했던  새해맞이 불꽃놀이 행사가 잘보인다는 말이 퍼져 신년마다 사람들이 모여들었다.

## 같이 보기
- 대만의 마천루 목록